# Boykin Spaniel
Boykin Spaniel är en hundras från USA. Som spaniel är den en stötande och apporterande fågelhund.

## Historia
Rasen är namngiven efter den lilla orten Boykin nära Camden och floden Wateree River i South Carolina i sydöstra USA. Sedan 1985 är den utnämnd till South Carolinas nationalras.
Historien började vid 1900-talets början med en strykarhund av spanieltyp som visade sig vara en begåvad jakthund; först för att stöta vilda kalkoner men även för vattenapportering av änder. Vid uppbyggandet av rasen har flera apporterande och stötande raser använts: american water spaniel, chesapeake bay retriever, cocker spaniel och springer spaniel. Aveln har hela tiden varit inriktad på de jaktliga bruksegenskaperna. Hundarna får inte bli större än att de tillsammans med bytet lätt skall kunna lyftas upp i en eka.
1977 bildades rasklubben. Två år senare startades stamboken som är öppen för rastypiska hundar ända till 2015. Rasen erkändes av American Kennel Club (AKC) 2008.

## Egenskaper
Rasen är en intelligent och hängiven jakthund som jagar med medelfart. Den används vid jakt både på fälthöns och andfåglar.
Rasen har mycket energi, brukar gå bra med barn, och är en god brukshund..

## Utseende
Boykin Spaniel är en kompakt, välbalanserad och rektangulär hund av medelstorlek. Pälsen är slät och tätt åtsmitande. Färgen är leverbrun.